# Dargan (Maryland)
Dargan es un lugar designado por el censo ubicado en el condado de Washington en el estado estadounidense de Maryland. En el Censo de 2010 tenía una población de 165 habitantes y una densidad poblacional de 215,96 personas por km².

## Geografía
Dargan se encuentra ubicado en las coordenadas 39°22′36″N 77°44′3″O / 39.37667, -77.73417. Según la Oficina del Censo de los Estados Unidos, Dargan tiene una superficie total de 0.76 km², de la cual 0.76 km² corresponden a tierra firme y (0%) 0 km² es agua.

## Demografía
Según el censo de 2010, había 165 personas residiendo en Dargan. La densidad de población era de 215,96 hab./km². De los 165 habitantes, Dargan estaba compuesto por el 98.79% blancos, el 0% eran afroamericanos, el 1.21% eran amerindios, el 0% eran asiáticos, el 0% eran isleños del Pacífico, el 0% eran de otras razas y el 0% pertenecían a dos o más razas. Del total de la población el 0% eran hispanos o latinos de cualquier raza.